# Колонешти (Олт)
Колонешти (рум. Coloneşti) насеље је у Румунији у округу Олт у општини Колонешти. Oпштина се налази на надморској висини од 227 m.

## Становништво
Према подацима из 2002. године у насељу је живело 2222 становника, од којих су сви румунске националности.

### Хронологија
| Година       | 1992 | 1993 | 1994 | 1995 | 1996 | 1997 | 1998 | 1999 | 2000 | 2001 | 2002 | 2003 | 2004 | 2005 | 2006 | 2007 | 2008 | 2009 | 2010 | 2011 | 2012 | 2013 | 2014 | 2015 | 2016 | 2017 |
| ------------ | ---- | ---- | ---- | ---- | ---- | ---- | ---- | ---- | ---- | ---- | ---- | ---- | ---- | ---- | ---- | ---- | ---- | ---- | ---- | ---- | ---- | ---- | ---- | ---- | ---- | ---- |
| Становништво | 2326 | 2256 | 2205 | 2170 | 2135 | 2094 | 2053 | 2010 | 1979 | 1958 | 1923 | 1893 | 1883 | 1857 | 1843 | 1851 | 1818 | 1810 | 1774 | 1747 | 1740 | 1740 | 1686 | 1672 | 1668 | 1644 |